# Trachea cavagnaroi
Trachea cavagnaroi là một loài bướm đêm trong họ Noctuidae.